# Épipodophyllotoxine
L'épipodophyllotoxine, épimère de la podophyllotoxine, est un lignane naturellement contenu dans les racines de Podophyllum peltatum.
Elle agit principalement sur l'ADN topoisomérase de type II.
La résine de podophylline est utilisée dès le XIXe siècle en tant que topique dans le traitement de cancers cutanés. Mais la substance active était trop toxique pour permettre une large utilisation.
Des dérivés hémi-synthétiques (par rajout de groupement glucoside) servent aujourd'hui dans le traitement d'un certain nombre de cancers. Il s'agit de l'étoposide et du téniposide.